# پلینیو (بازیکن فوتبال، زاده ۱۹۴۶)
ژوزه پلینیو ده گودوی (پرتغالی: José Plínio de Godoy؛ زادهٔ ۳ فوریهٔ ۱۹۴۶) بازیکن فوتبال اهل برزیل بود.
از باشگاه‌هایی که در آن بازی کرده است می‌توان به باشگاه فوتبال کورینتیانس اشاره کرد.
وی همچنین در تیم ملی فوتبال برزیل بازی کرده است.